# Американский пирог 4: Музыкальный лагерь
«Американский пирог представляет: Музыкальный лагерь» (англ. American Pie Presents: Band Camp) —  американский комедийный фильм 2005 года, выпущенный компанией Universal Pictures. Это первая часть серии фильмов «Американский пирог представляет», которая является ответвлением франшизы «Американский пирог».
Тэд Хилгенбринк исполняет роль Мэтта Стифлера, проблемного студента, которого отправляют в лагерь группы, чтобы он изменил свои взгляды.
Крис Оуэн и Юджин Леви повторили свои роли из предыдущих фильмов «Американский пирог».
«Американский пирог представляет: Музыкальный лагерь» был выпущен на DVD 31 октября 2005 года (18 лет назад), а в США — 26 декабря 2005 года (18 лет назад).

## Сюжет
Мэтт Стифлер, младший брат Стива Стифлера, стремится вступить в семейный бизнес по производству порнографических фильмов, чтобы доказать старшему брату Стиву, что он «Стифмейстер». После того, как Мэтт устраивает розыгрыш школьного оркестра, зашедший слишком далеко, школьный советник Чак «Шерминатор» Шерман, который учился в школе вместе со Стивом, решает наказать Мэтта, отправив его в лагерь для оркестрантов. Мэтт поначалу не одобряет эту идею, но вскоре убеждает его согласиться, поскольку его интерес вызвало якобы пресловутое сексуальное поведение девушек из лагеря.
По прибытии Мэтт крайне неуважительно относится к правилам, как и все в Tall Oaks, и даже доставляет неприятности школьному оркестру. Отец Джима, Ноа Левенштейн, офицер по морали и разрешению конфликтов (MACRO) лагеря, рекомендует ему попытаться влиться в коллектив, чтобы получить доверие. Мэтт сговаривается со своим соседом по комнате, ботаником Эрни, снять других членов группы в заявке под названием «Bandeez Gone Wild» с помощью скрытых камер.
Во время потасовки на обеде Мэтт соглашается на дуэль с лидером конкурирующей группы Брэндоном, в ходе которой участники демонстрируют свои музыкальные способности: Брэндон играет на барабане, а Мэтт — на треугольнике. Когда кажется, что Мэтт проиграл, он уходит со сцены и возвращается, играя на волынке и надев килт, под мелодию «Play That Funky Music», чтобы выиграть дуэль. Мэтт дружит с Элизой, и впоследствии их влечет друг к другу, и они целуются, наблюдая за облаками в небе.
За день до финала в Ист-Грейт-Фоллс приезжает группа поддержки и застает Мэтта в форме оркестрового лагеря. Они дразнят его, делают фото и планируют выложить его в интернет. Позже Мэтт предлагает показать им свой фильм «Bandeez Gone Wild» в обмен на удаление фотографии. Во время демонстрации фильма появляется Элис после того, как он нечаянно подставил её. Разочаровавшись в Мэтте после просмотра видео, она уходит.
Различные школьные группы соревнуются за очки на протяжении всего лагеря, и в последний день лидирует «Ист Грейт Фоллс», но злополучный розыгрыш, который Мэтт задумал для команды соперников, приводит к тому, что группа проигрывает, а Элис, возможно, теряет возможность получить стипендию. Как только начинается новый семестр, Мэтт навещает Чака, который рассказывает, что он и остальные друзья Стива действительно терпеть его не могли.
Вскоре Мэтт начинает исправлять свои ошибки, удаляя видео, на которых он снимал других в лагере, примиряется со своими приятелями по лагерю, а затем убеждает школьный оркестр сыграть произведение Элизы «Инструментал из „Аэроплана“ Таля Бахмана» для руководителя консерватории. Из-за вопиющего плагиата Брендон был дисквалифицирован, и Элизе выигрывает стипендию, а Мэтт успешно завоевывает её расположение.

## В ролях
| Актёр               | Роль                    |
| ------------------- | ----------------------- |
| Тэд Хилдженбринк    | Мэтт Стифлер            |
| Ариэль Кеббел       | Элис Хьюстон            |
| Юджин Леви          | мистер Левенштейн       |
| Мэтт Барр           | Брэндон Вандеркамп      |
| Джан Хи Ли          | Джими Чонг              |
| Кристл Лайтнинг     | Хлоя                    |
| Лоурен С. Мэйхью    | Арианна                 |
| Анджела Литтл       | Шари                    |
| Рэйчел Велтри       | Даниелла                |
| Джейсон Эрлс        | Эрни Каплович           |
| Крис Оуэн           | Чак Шерман / Шерминатор |
| Дженнифер Уолкотт   | Лори                    |
| Лили Марийе         | доктор Сьюзен Цой       |
| Джинджер Линн Аллен | медсестра               |

## Саундтрек
1. Andrew W.K. — «She Is Beautiful»
2. Breaking Benjamin — «Forget It»
3. Snow Patrol — «How To Be Dead»
4. Matt Nathanson — «Laid»
5. Treble Charger — «American Psycho»
6. Good Charlotte — «The Anthem»
7. Paul Locke — «Paul’s Drums»
8. Jimmy Eat World — The Middle
9. Courtesy of Associated Productions Music — «Dracula Plays»
10. Courtesy of Associated Productions Music — «Pom Pom»
11. Courtesy of Associated Productions Music — «Piano Sonata»
12. Cage9 — «Breaking Me Down»
13. Linda Perry — «Get The Party Started»
14. D.O.R.K — «Jaime»
15. The Penfifteen Club — «Disco MF»
16. The City Drive — «Defeated»
17. Wild Cherry (band) — «Play That Funky Music»
18. The City Drive — «Bring Me Everything»
19. Christian B — «Baby Got Back»
20. Mars Bonfire — «Born to Be Wild»
21. Tal Bachman — «Aeroplane»
22. Chris Rash and Jean-Paul DiFranco — «Bonfire Etude»
23. Ash — «Vampire Love»

## Отзывы и оценки
Фильм получил в основном негативные отзывы критиков. На сайте Rotten Tomatoes его рейтинг одобрения составляет 17 % на основе 6 рецензий.
Брайан Костелло из Common Sense Media описал фильм как: «Грубый и ненужный сиквел с большим количеством ругательств и секса».